# Rugomer
Rugomer är ett vattendrag i Burundi.   Det ligger i provinsen Cibitoke, i den nordvästra delen av landet, 60 kilometer norr om huvudstaden Bujumbura.
Omgivningarna runt Rugomer är en mosaik av jordbruksmark och naturlig växtlighet. Runt Rugomer är det tätbefolkat, med 397 invånare per kvadratkilometer.